# Ponticiella
Ponticiella ist eine von sechs Parroquias in der Gemeinde Villayón der autonomen Region Asturien in Spanien.

## Geographie
Ponticiella ist eine Parroquia mit 388 Einwohnern (2011) und einer Grundfläche von 53,16 km². Es liegt auf 456 msnm. Der Ort liegt 14 km vom Hauptort Villayón der gleichnamigen Gemeinde entfernt.

### Gewässer in der Parroquia
Die Parroquia folgt den Flüssen Rio de Llouxeira und dem Rio Cabornel sowie sehr vielen kleinen Zuflüssen der beiden Flüsse.
  Die Cascada (Wasserfall) de Méxica sind ein beeindruckendes Naturschauspiel.

## Wirtschaft
Die Landwirtschaft prägt seit alters her die Region.

## Klima
Angenehm milde Sommer mit ebenfalls milden, selten strengen Wintern. In den Hochlagen können die Winter durchaus streng werden.

## Sehenswürdigkeiten
- Cascada de Méxica (Wasserfall)
- Castro de Illaso (Burg)

## Dörfer und Weiler in der Parroquia
- Auguamaroza 3 Einwohner (2007) 43° 21′ 9″ N, 6° 44′ 42″ W
- Argolellas 11 Einwohner (2007)43° 24′ 35″ N, 6° 43′ 24″ W
- Vidural (El Bedural) 5 Einwohner (2007) 43° 24′ 32″ N, 6° 43′ 11″ W
- Barandón  4 Einwohner (2007) 43° 20′ 25″ N, 6° 45′ 19″ W
- Busmayor   17 Einwohner (2007) 43° 22′ 18″ N, 6° 43′ 33″ W
- Bustefollado (Bustalfoyao) 17 Einwohner (2007)  43° 13′ 53″ N, 6° 25′ 20″ W
- Candanosa de Bustefollado (A Candaosa) 11 Einwohner (2007)  43° 13′ 28″ N, 6° 25′ 25″ W
- Candanosa de Solares (As Candaosas) 14 Einwohner (2007)  43° 14′ 0″ N, 6° 27′ 4″ W
- Castanedo (Castaedo) 23 Einwohner (2007) 43° 20′ 55″ N, 6° 45′ 4″ W
- El Couz 20 Einwohner (2007) 43° 21′ 45″ N, 6° 44′ 27″ W
- Illaso (Iyaso) 37 Einwohner (2007) 43° 25′ 16″ N, 6° 43′ 53″ W
- Lantero (Llanteiro) 5 Einwohner (2007)  43° 14′ 13″ N, 6° 25′ 56″ W
- Loredo (Llouredo) 26 Einwohner (2007) 43° 24′ 9″ N, 6° 44′ 39″ W
- Murias 6 Einwohner (2007)  43° 14′ 38″ N, 6° 26′ 6″ W
- Ponticella 54 Einwohner (2007) 43° 23′ 37″ N, 6° 44′ 28″ W
- Pojos (Poxos) 43° 22′ 14″ N, 6° 44′ 25″ W
- Solares 16 Einwohner (2007) 43° 23′ 25″ N, 6° 45′ 25″ W
- Trabada 45 Einwohner (2007) 43° 24′ 20″ N, 6° 43′ 6″ W
- Valdedo 70 Einwohner (2007) 43° 23′ 20″ N, 6° 44′ 14″ W
- Valle 22 Einwohner (2007) 43° 23′ 43″ N, 6° 43′ 22″ W